# Samtgemeinde Fintel
De Samtgemeinde Fintel is een Samtgemeinde in de Duitse deelstaat Nedersaksen. Het is een in 1970 tot stand gekomen samenwerkingsverband van 5 kleinere gemeenten in het zuidoosten van Landkreis Rotenburg. Het bestuur is gevestigd in Lauenbrück, in hetzelfde gebouw als dat van de (deel-)gemeente Lauenbrück.

## Deelnemende gemeenten
- Fintel
- Lauenbrück
- Helvesiek
- Stemmen
- Vahlde

Van deze deelgemeenten zijn Fintel en Lauenbrück duidelijk belangrijker dan de drie andere, die ieder minder dan duizend inwoners hebben.

## Geografie, infrastructuur

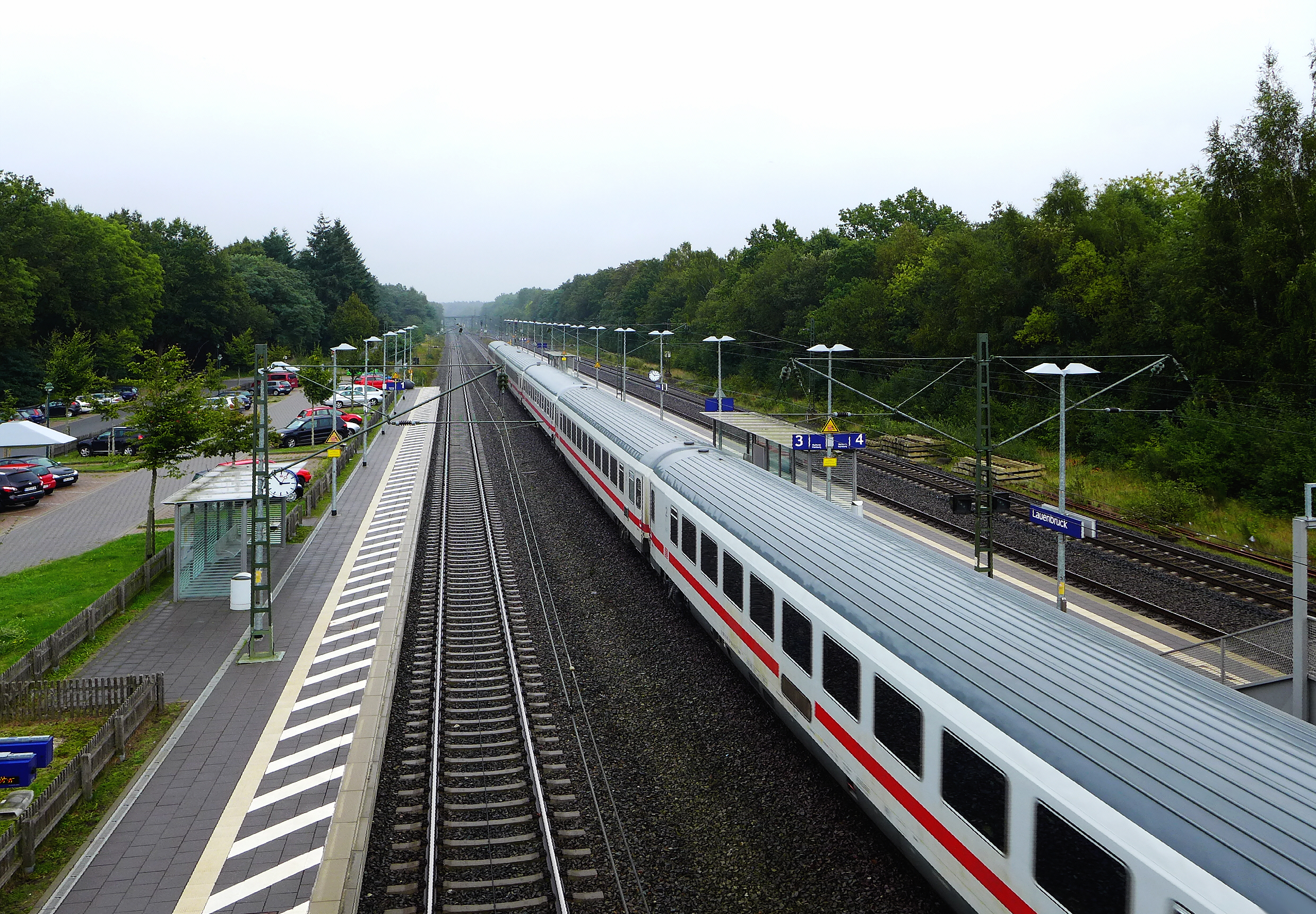
Station Lauenbrück
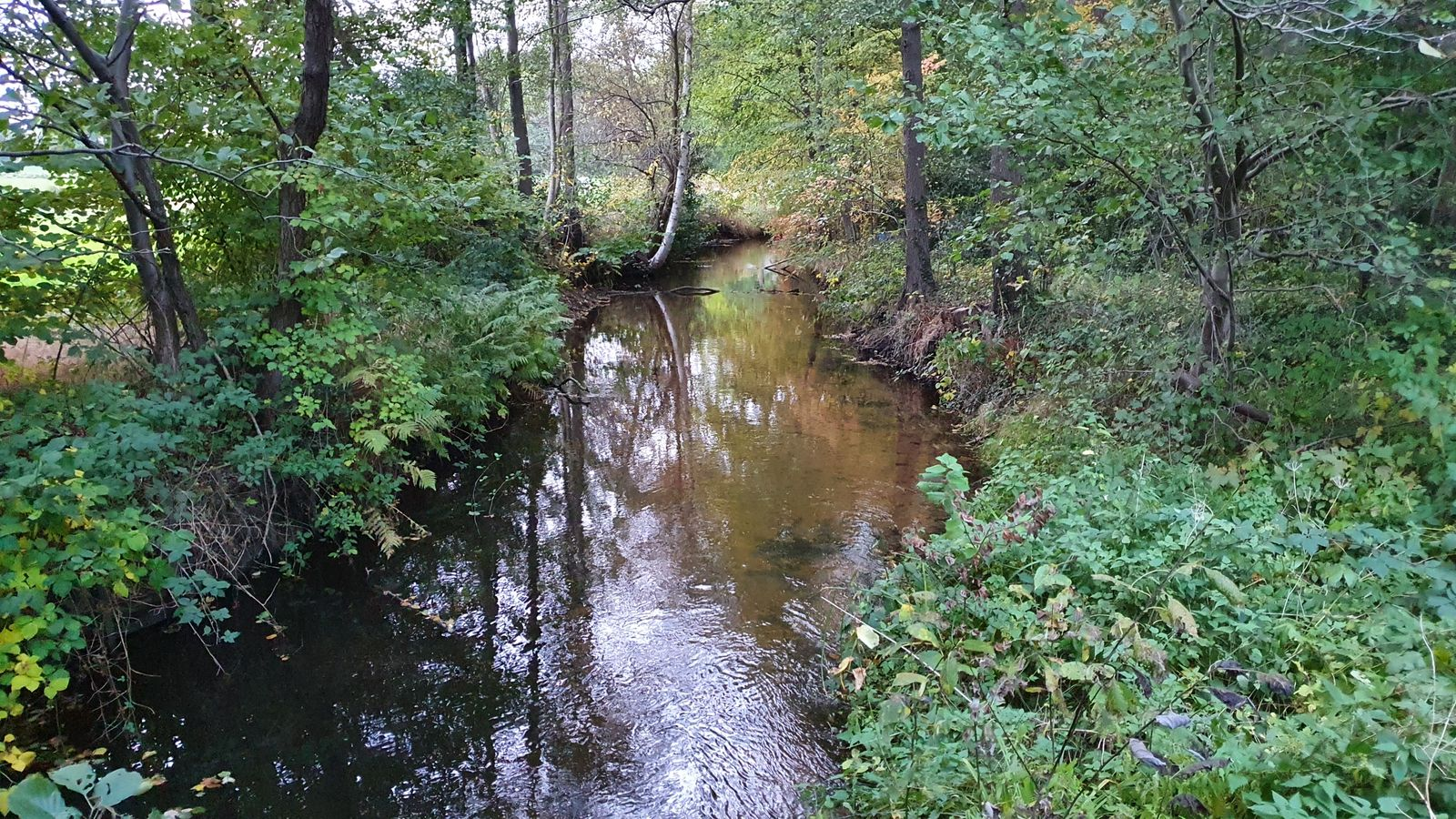
De Fintau bij Vahlde

De Samtgemeinde Fintel ligt ongeveer halverwege Hamburg ( bijna 60 km noordoostwaarts) en Bremen (ruim 60 km westwaarts). Het gebied is vrij vlak en wordt gekenmerkt door een afwisseling van hoog- en laagveengebieden, bossen en, vooral rondom Fintel en Vahlde, landbouwgrond.
De Samtgemeinde wordt doorsneden door de (alleen voor kano's en kleine roeibootjes bevaarbare) rivier de Wümme, en enkele van haar zijbeken. De grootste daarvan, de 19 km lange Fintau, stroomt door Fintel en Vahlde, en mondt in Lauenbrück via enkele meertjes uit in de Wümme.
Door het gebied loopt tussen Bremen en Hamburg de Bundesstraße 75. Even ten noorden van Sittensen, circa 10 km ten noorden van Lauenbrück, is afrit 47 van de Autobahn A1 te vinden. Dit is de dichtst bij het hier beschreven gebied gelegen aansluiting op het Autobahnennet. De afstand vanaf Lauenbrück is circa 10 kilometer.
Door de Samtgemeinde loopt de in 1874 geopende spoorlijn Bremen-Hamburg-Harburg v.v.. Aan deze spoorlijn heeft binnen de Samtgemeinde alleen Lauenbrück een station.
Eén kilometer ten noordoosten van Lauenbrück ligt een vliegveldje, hoofdzakelijk bedoeld voor de zweefvliegsport. Het heeft een 600 x 25 m metende graspiste. De ICAO-code luidt: EDHU. Het ligt op 30 m (98 feet) boven de zeespiegel. De geografische coördinaten luiden: 53° 12′ 26″ noorderbreedte, 9° 34′ 26″ oosterlengte.

## Bezienswaardigheden en toerisme
- Wild- en dierenpark LandPark Lauenbrück ten noorden van het gelijknamige dorp
- Natuurschoon langs de riviertjes Fintau en Wümme
- Beperkte waterrecreatie op de meertjes te Lauenbrück (camping aanwezig)
- Ten zuiden van Fintel ligt het uitgestrekte vakantiehuisjespark Eurostrand.

Zie ook de artikelen over de vijf deelgemeentes.
Ahausen · 
Alfstedt · 
Anderlingen · 
Basdahl · 
Bötersen · 
Bothel · 
Breddorf · 
Bremervörde · 
Brockel · 
Bülstedt · 
Deinstedt · 
Ebersdorf · 
Elsdorf · 
Farven · 
Fintel · 
Gnarrenburg · 
Groß Meckelsen · 
Gyhum · 
Hamersen · 
Hassendorf · 
Heeslingen · 
Hellwege · 
Helvesiek · 
Hemsbünde · 
Hemslingen · 
Hepstedt · 
Hipstedt · 
Horstedt · 
Kalbe · 
Kirchtimke · 
Kirchwalsede · 
Klein Meckelsen · 
Lauenbrück · 
Lengenbostel · 
Oerel · 
Ostereistedt · 
Reeßum · 
Rhade · 
Rotenburg · 
Sandbostel · 
Scheeßel · 
Seedorf · 
Selsingen · 
Sittensen · 
Sottrum · 
Stemmen · 
Tarmstedt · 
Tiste · 
Vahlde · 
Vierden · 
Visselhövede · 
Vorwerk · 
Westertimke · 
Westerwalsede · 
Wilstedt · 
Wohnste · 
Zeven